# 목정맥구멍
목정맥구멍(jugular foramen), 또는 경정맥공은 목동맥관 뒤에 위치한 머리뼈바닥에 있는 두 개(왼쪽과 오른쪽)의 큰 구멍 중 하나이다. 관자뼈와 뒤통수뼈에 의해 형성되며, 뒤머리뼈우묵에 위치한다. 아래바위정맥굴, 세 개의 뇌신경, 구불정맥굴, 뇌막동맥들을 포함한 많은 구조가 목정맥구멍으로 통과한다.

## 구조
목정맥구멍은 앞쪽에서는 관자뼈의 바위부분이 이루고 뒤쪽에선 뒤통수뼈가 형성한다. 일반적으로 왼쪽보다 오른쪽이 약간 더 크다.

### 내부 구조물
목정맥구멍은 세 개의 칸으로 나눌 수 있다.
- 앞칸으로는 아래바위정맥굴이 주행한다.
- 중간칸을 통해서는 혀인두신경, 미주신경,[1] 더부신경이 주행한다.
- 뒤칸에서는 구불정맥굴(속목정맥이 됨),[1] 뒤통수동맥과 오름인두동맥으로부터 나오는 일부 뇌막가지가 주행한다.

## 임상적 중요성
목정맥구멍이 막히면 목정맥구멍 증후군이 생길 수 있다.

## 추가 이미지
위키미디어 공용에 목정맥구멍 관련 미디어 분류가 있습니다.

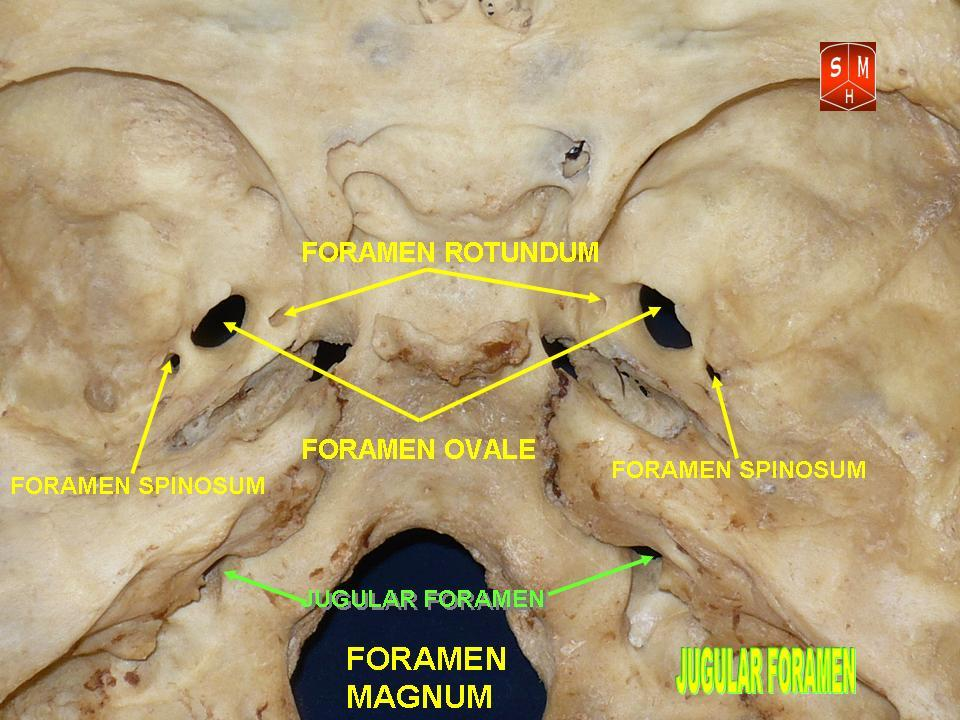
목정맥구멍.
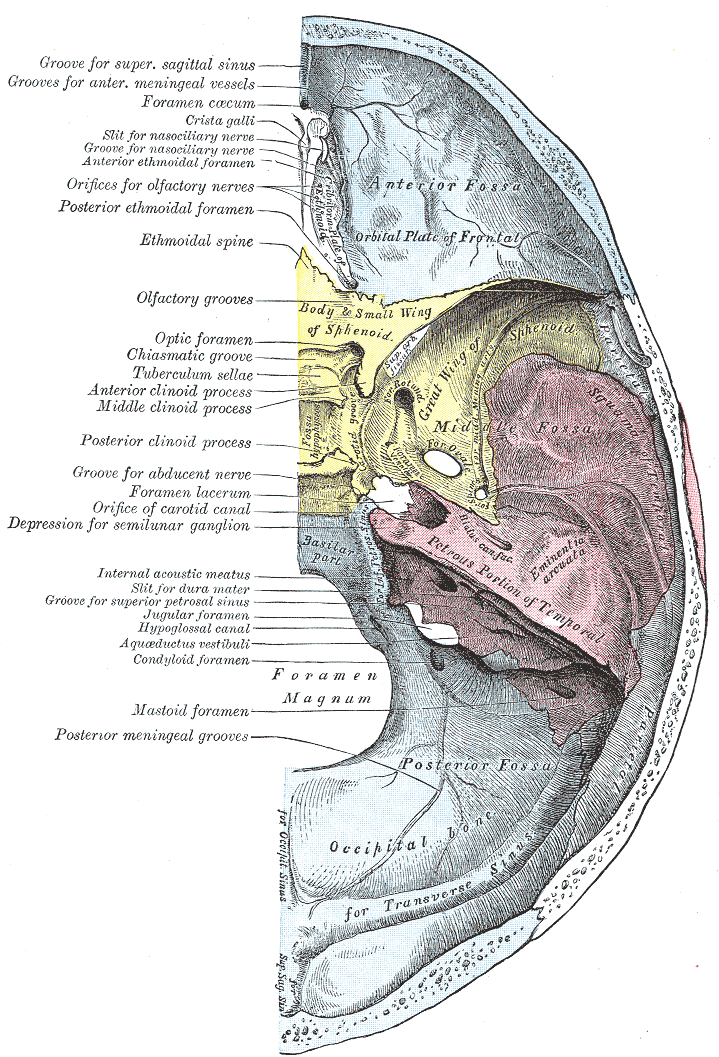
머리뼈바닥 윗면.

## 같이 보기
- 뒤머리뼈우묵
- 속목정맥

## 참고 문헌
이 문서는 현재 퍼블릭 도메인에 속하는 그레이 해부학 제20판(1918) page 181의 내용을 기초로 작성된 글이 포함되어 있습니다.
1. 1 2 3  Câmara, Richard; Griessenauer, Christoph J. (2015). 〈27 - Anatomy of the Vagus Nerve〉. 《Nerves and Nerve Injuries》. 1: History, Embryology, Anatomy, Imaging, and Diagnostics. Academic Press. 385 - 397쪽. doi:10.1016/B978-0-12-410390-0.00028-7. ISBN 978-0-12-410390-0.
2. ↑  “Parapharyngeal Masses: Their Diagnosis and Management”. 2008년 9월 7일에 원본 문서에서 보존된 문서.
3. ↑  “Jugular foramen syndrome caused by choleastatoma”. 《Clin Neurol Neurosurg》 107 (4): 342–6. June 2005. doi:10.1016/j.clineuro.2004.08.006. PMID 15885397.